# Samotność

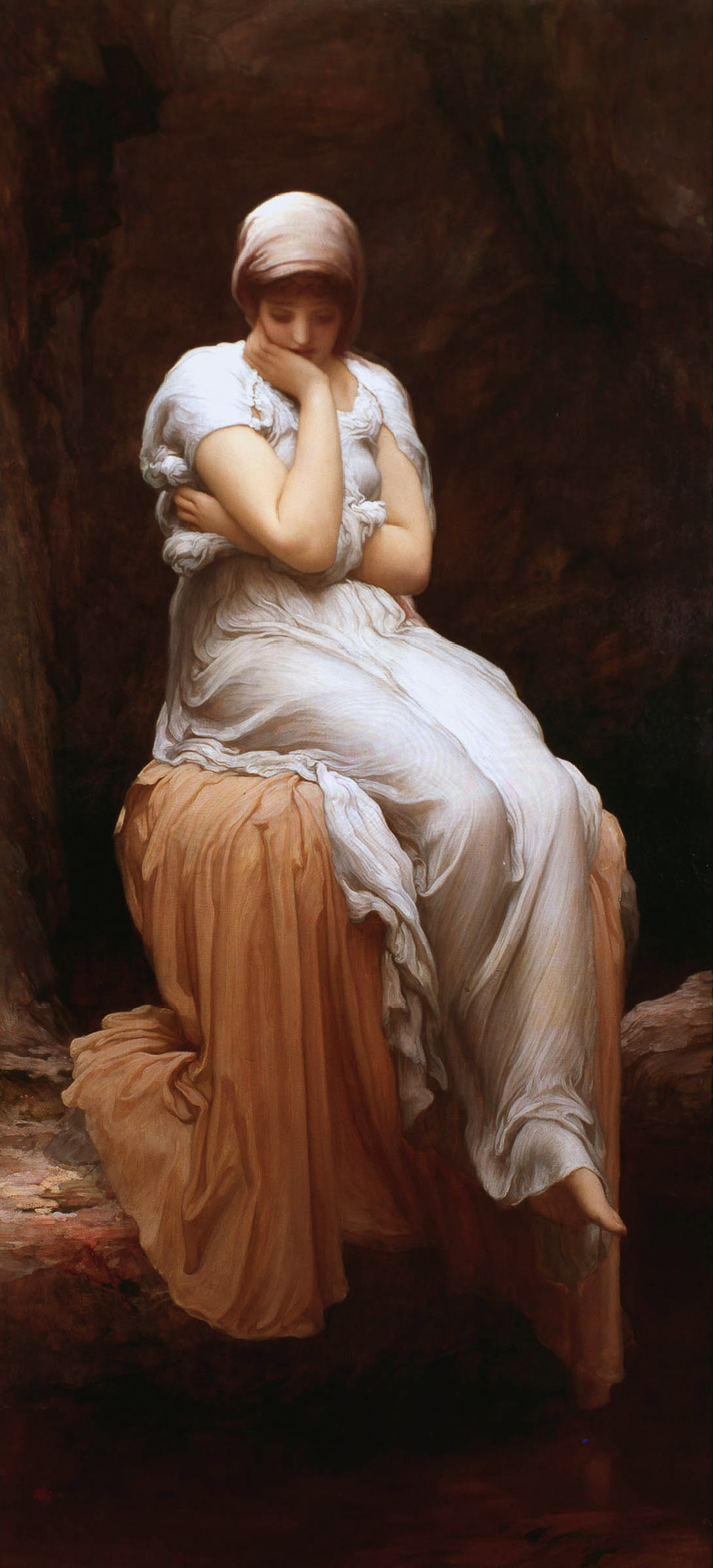
Samotność, Frederic Leighton.

Samotność – subiektywny, emocjonalny stan odczuwania izolacji społecznej i poczucia odcięcia od innych. Pojawia się i zanika, gdy zmienia się sytuacja życiowa. W przypadku samotności chronicznej jest doświadczana bez względu na okoliczności.

## Ujęcie ogólne
Samotność funkcjonuje w wymiarze temporalnym (czasowym): może być chroniczna, albo występować przejściowo, w chwilach zerwania więzi emocjonalnej (w warunkach straty bliskiej osoby). Człowiek może doświadczać krótkich, chwilowych stanów samotności, pomimo posiadania adekwatnych związków z innymi ludźmi. Jak pokazują obserwacje, w dużych aglomeracjach wzrost samotności powodują warunki wymuszające sztuczność i płytkość interakcji międzyludzkich, relacje interpersonalne stają się niepełne, kontakty powierzchowne, przypadkowe i urywane.
Samotną może być młoda osoba, która nie może znaleźć swojego partnera życiowego. Może być osoba starsza, która żyje sama i nie ma tak dobrego kontaktu z młodszym pokoleniem, która mimo silnego związku z drugą osobą, pozostaje sama (np. miłość na odległość), osoba zamknięta w sobie, bez umiejętności otworzenia się przed innymi i nawiązywania dobrych wartościowych dla niej kontaktów, osoba niedoceniana przez swojego partnera. W skrajnym przypadku samotność może prowadzić do zaburzeń depresyjnych.
Istnieje szereg czynników psychologicznych, które zwiększają prawdopodobieństwo poczucia samotności. Takim czynnikiem jest słabe poczucie własnej wartości, która powoduje unikanie kontaktów z innymi z obawy przed odrzuceniem, uruchamiając spiralę efektów – niska samoocena prowadzi do braku zaufania (do innych oraz do własnych możliwości), co wyzwala unikanie kontaktów społecznych, a to implikuje samotność, wynikiem której jest utrwalenie się niskiej samooceny. Czynnikiem sprzyjającym powstawaniu samotności jest słaby rozwój umiejętności komunikowania się. Osoby o niskim poziomie umiejętności interpersonalnych cechuje wycofanie społeczne oraz zahamowanie. Samotności sprzyja również obawa przed bliskością emocjonalną oraz unikanie społecznego ryzyka, które wiąże się z nawiązaniem więzi z drugą osobą, emocjonalny dystans i ograniczenie interakcji do sztucznych, nieraz sformalizowanych aktów komunikacji. Znaczenie mogą też mieć czynniki poznawcze, składające się na budowę obrazu siebie.
Jeżeli samotność nie zostanie pokonana, narasta proces prowadzący do dezintegracji osobowości. Rosną społeczne bariery w postaci alienacji, wstydu, poczucia winy, braku zaufania. Niepowodzenie w próbach pokonania barier interpersonalnych powoduje wzmaganie się napięcia i trwałe podwyższenie poziomu lęku, co w konsekwencji prowadzi do coraz większej samotności. Uporczywość tego stanu może powodować samotność chroniczną. Trwałe poczucie osamotnienia wzmaga podatność na zaburzenia psychiczne i choroby psychosomatyczne.
Stan chronicznej samotności uruchamia mechanizmy obronne, mające na celu redukcję cierpienia, lęku i bólu. Należą do nich mechanizmy zaprzeczenia, stłumienia, wyparcia, a także rozmaite formy uzależnień, w tym także od zastępczych relacji z innymi (np. czerpanie wtórnych korzyści z choroby). Mechanizmy te pogłębiają samoalienację i wyobcowanie społeczne.
Kiedy w miarę narastania poczucia samotności mechanizmy obronne zaczynają zawodzić, wówczas samotny człowiek ucieka w świat nierzeczywisty, jak poprzez mechanizm tzw. fuzji złudzeń – zlanie w wyobraźni z konkretnymi osobami, żyjącymi realnie lub istniejącymi w fantazji. Czasem ucieczka od samotności może prowadzić w kierunku schizofrenicznej izolacji.

### Samotność z wyboru lub za karę
Samotność może stać się stanem dokonanym z własnego wyboru. Zakony mnisze są przykładem anachoretyzmu, tzn. odosobnienia z wyboru. Jednak w tym ujęciu samotność ma swoją dwuznaczność. Osoba taka jest samotna pod względem zamknięcia się na kontakt z otoczeniem, ale otwarta w kontakcie wewnętrznym z bezustannie kontemplowanym Bogiem.
Może wystąpić także inna odmiana samotności, odosobnienie rozumiane jako prawne wyłączenie z funkcjonowania w społeczeństwie (np. skazanie na odbycie kary więzienia).

## Ujęcie medyczne
Poczucie osamotnienia jest przedmiotem osobnych badań od połowy XX wieku. W 1959 ukazał się artykuł „Osamotnienie” psychoanalityczki Friedy Fromm-Reichmann. Stan samotności określiła ona jako czysty horror. Zgodnie z własną teorią schizofrenogennej matki, stawiała hipotezę, że przyczyną samotności jest przedwczesne odstawienie od piersi.
W latach 70. i 80. XX wieku, gdy pojawiło się więcej badań, przyczyny upatrywano w braku przynależności do akceptującej grupy społecznej.
Według Johna Cacioppo samotność może spełniać funkcję ewolucyjną. Kiedy człowiek odczuwa samotność wynikającą z wykluczenia lub nieprzynależności do grupy, czuje się bardziej narażony na społeczne zagrożenia zewnętrzne, np. osoby lub grupy postrzegane jako wrogowie. Poczucie samotności ma go skłonić do podjęcia prób ponownego przyłączenia się go grupy. Zjawisko odczuwania samotności, które uruchamia proces naprawy więzi społecznej nazwano motywem reafiliacji (ang. RAM). Przykładem dobrze funkcjonującego RAM może być sytuacja społeczna osoby będącej na przyjęciu na którym nikogo ona nie zna. Odczuwając wykluczenie osoba obserwuje innych ludzi i stara wyłowić się osoby z którymi mogłaby nawiązać kontakt. Według Cacioppo, zaburzenie RAM może spowodować na przykład, że odczucie osamotnienia będzie tak silne, że przeszkodzi w odbudowie więzi.
Chroniczne osamotnienie nie jest tożsame z depresją, fobiami społecznymi czy nieśmiałością. Osoby chronicznie samotne z większym prawdopodobieństwem mogą przejawiać nadmierną czujność na zagrożenia społeczne, depresję, niedostosowanie społeczne (wycofanie).
Coraz większa liczba badań wskazuje, że poczucie osamotnienia zwiększa podatność na zaburzenia psychiki i fizjologii (od depresji, przez upośledzenie procesów poznawczych, po udar). Metaanaliza wykonana w 2015 a obejmująca badania z lat 1980–2014 wskazuje, że samotność wiąże się z wyższym ryzykiem przedwczesnej śmierci, i to nawet w większym stopniu niż otyłość. Jeszcze szersza metaanaliza z 2017 jako przyczyny wskazuje precyzyjniej brak więzi społecznych, których to przyczyną może być samotność, izolacja społeczna, lub relacje międzyludzkie słabej jakości.
Badania w Wielkiej Brytanii i Niemczech wskazują, że najwyższe zagrożenie samotnością występuje przed 25.–30. i po 60.–80. roku życia. W badaniu brytyjskim, w przypadku osób starszych prawie 2/3 badanych twierdziło, że nigdy nie czuło się samotnie. Mniej niż 1/3, że czasami. Tylko niespełna co dziesiąty uczestnik skarżył się na dotkliwą samotność. Wbrew obiegowej opinii osoby starsze nie czują się najbardziej samotne podczas świąt, ale latem, gdy na przykład zmienia się rutynowy plan dnia ich rodzin.
Szczególny nacisk kładzie się na badania samotności u dzieci i młodzieży, z uwagi na potencjalnie długotrwałe skutki. Badania brytyjskie z 2009 roku obejmujące 300 dzieci w wieku 5–13 lat wskazują, że samotne dzieci częściej wyrastały na depresyjnych nastolatków i miały zaburzenia snu. Badania belgijskie pokazują zaś, że dzieci czujące się samotnie w towarzystwie równieśników częściej są nieśmiałe, padają ofiarą przemocy, czy popadały w depresję.
Badania na grupach dzieci i młodzieży pokazują, że samotność wynika czasem z braku umiejętności społecznych, co może zostać skorygowane. Inną wyróżnioną grupę stanowiły dzieci, które mimo posiadanych umiejętości społecznych miały negatywny obraz samych siebie, środowiska społecznego i relacji. Inaczej postrzegają one interakcje społeczne, nawet te które wydają się pozytywne (np. zaproszenie ich na przyjęcie interpretują jako zaproszenie z obowiązku). Podobnie reagowała młodzież w wieku studenckim. Mimo takich samych zachowań jak nieosamotnieni rówieśnicy, oceniali swoje zachowania bardziej negatywnie.
Jedną z hipotez tłumaczącą źródła samotności u osób młodych jest niski poziom zaufania, który powoduje lub podtrzymuje samotność. Badania z 2010 na grupach dzieci i dorosłych w wieku 5–7, 9–11, i 18–21 lat pokazały, że u osób z niskim poczuciem zaufania, niezależnie od wieku, z czasem doświadczali rosnącego poczucia osamotnienia. W jednym z eksperymentów przed rozmową z drugą osobą (której scenariusz był zaplanowany) badany uczył się listy słów kojarzących się z zaufaniem lub nieufnością. Osoby wcześniej eksponowane na słowa kojarzące się z zaufaniem częściej wybierały intymniejsze tematy do dyskusji i oceniały, że lepiej rozumiały się z rozmówcą.

### Demografia i socjologia
Badania Julianne Holt-Lunstad pokazują, że społeczna izolacja jednostek w krajach rozwiniętych, mogąca powodować samotność, nasila się: ludzie coraz częściej mieszkają w pojedynkę, spada liczba małżeństw, rodzi się mniej dzieci, mniej osób deklaruje zaangażowanie w wolontariat czy w ruchy religijne.
Badania przeprowadzone przez Duke University w USA w latach 1985–2004 wskazują, że trzykrotnie wzrosła liczba osób deklarujących brak ani jednego bliskiego powiernika. Badania przeprowadzane w Europie, np. przez Durham University w latach 2006–2014, pokazują, że liczba osób samotnych jest względnie stała i wynosi 15–20%. Różnice mogą jednak wynikać z różnych narzędzi badawczych. W dużych badaniach europejskich najczęściej stosuje się ogólniejszą skalę de Jong-Giervelda, niż dokładniejszą w badaniach chronicznej samotności zrewidowaną skalą samotności UCLA.

### Zapobieganie i zwalczanie
Badania porównawcze 20 wybranych programów interwencji terapetycznych wykazały, że w zasadzie każda metoda (podzielono je na 4 grupy: programy mające poprawić umiejętności społeczne osób samotnych, programy zwiększające wsparcie społeczne, programy stwarzające lepsze warunki do interakcji społecznych, psychoterapia poznawczo-behawioralna CBT) przynosi rezultaty, ale terapia CBT była z nich najskuteczniejsza. Jednak w przypadku dzieci i młodzieży wymaga ona zaangażowania również rodziców i opiekunów.
Dorośli i osoby starsze dysponują zazwyczaj szerszym wachlarzem pomocy (treningi uważności, towarzystwo zwierząt lub zwierząt-robotów, nauka korzystania z komunikatorów internetowych). Jednak i tutaj największa skuteczność wykazuje psychoterapia poznawczo-behawioralna.

## Interpretacje filozoficzne

### Samotność jest „byciem pojedynczym”
Sfera samotności, inaczej „bycia pojedynczym”, możliwa do stwierdzenia, jest poziomem poddającym się oddziaływaniu przez innych ludzi (także procesowi pokonywania w drodze np. socjalizacji). Konieczne jest podkreślenie istnienia tzw. dzikiej samotności, której nie można zniszczyć, nie degradując tym samym podstawowej (niestety nieuświadamianej) cechy podmiotu ludzkiego, jak również sytuacji egzystencjalnej, czyli człowiek bez własnej woli został w nią wrzucony i nie ma wyboru. Nietzsche powiedziałby tak: „Twa samość śmieje się z twego ja i jego dumnych skoków”
Tajemnica samotności, jak każda ostateczna sytuacja egzystencjalna, nie ma wyjaśnienia, więc i sposób dochodzenia do chociaż cząstkowej wiedzy na temat tego fenomenu naznaczony jest brakiem metody.

### Osamotnienie
Bliskoznaczne z poczuciem samotności jest poczucie osamotnienia. Wymienia się co najmniej dwie formy osamotnienia: sytuacyjno–losowe i temperamentalno–charakterologiczne (może wynikać z braku odpowiednich relacji w okresie socjalizacji lub doświadczonego wówczas odrzucenia).
Wyróżnienie w samotności aspektu osamotnienia, pozwala na oczyszczenie istoty tego uczucia z pozostałości, jakie wiążą je z drugim człowiekiem. Nie chodzi tu o oddzielenie „pojedynczego bycia” od sytuacji społecznej samotności, ale o zarysowanie w miarę wąskiego pola analizy, by za pomocą filozoficznych metod zrozumieć, czym istotowo jest uczucie zostawienia poza wszelkim określeniem, nawet obok siebie – eidetycznej świadomości własnego podmiotu.
- „Osamotnienie, to aspekt zewnętrzny samotności”, tak Jan Szczepański określał, „pozostawienie przez ludzi”, zupełny brak zainteresowania ze strony innego człowieka.

- Arthur Schopenhauer w „Metafizyce życia i śmierci” pisze: „Sceny naszego życia podobne są do obrazków w masywnej mozaice, które z bliska nie robią wrażenia; trzeba stanąć od nich z dala, aby ocenić ich piękno... Rzeczy teraźniejsze natomiast przyjmujemy w poczuciu tymczasowości, uważając je za nic innego, jak tylko drogę do celu. Dlatego to ludzie, spoglądając u kresu swych dni wstecz, stwierdzają zazwyczaj, że całe ich życie upłynęło pod znakiem „ad interim”, i ze zdziwieniem widzą, iż to, co na ich oczach przechodziło tak niedocenione i mdłe, stanowiło właśnie ich życie... I tak z reguły przebiega ludzkie życie – człowiek, mamiony nadzieją, pląsa wprost w objęcia śmierci”[14]

- Samotność, to zarys sytuacji, w której dokonać może się osamotnienie. Schopenhauer nie stosuje odniesienia do drugiego człowieka, ponieważ wspominane sceny życia, widoczne są dopiero przy zbliżaniu się do śmierci (końca życia). Zależy nam jednak tylko na zarysowaniu tła wydarzania się osamotnienia, by później na polu analizy pozostało już „samotne bycie jednostki odosobnionej”. Schopenhauer sądzi, że „w świecie dominuje cierpienie i ono przesłania rzeczy piękne – staje się przyczyną zamknięcia – czyli osamotnienia, odejścia od siebie. Dopiero pod koniec życia można spostrzec, że to, co zdawało się tak niewartościowe, mogło przewyższyć swoją siłą cierpienie, lecz tego nie byliśmy w stanie zauważyć, zatem w momencie śmierci uświadomienie jest dodatkowym pogłębieniem cierpienia i bezużyteczności jednostki, która pozostaje sama”

- Osamotnienie nie ma charakteru celowego (jednostka nie decyduje świadomie o odsunięciu się). Filozofia egzystencjalna tłumaczy to zmuszeniem przez konstrukcję świata do porzucenia społeczności przez nią samą. Proces polega na wzajemnym osamotnianiu ludzi w toku rozwoju (np. państwa). Sprzyja temu anonimowość relacji między podmiotami (pośrednictwo środków technicznych, np. Internetu). Początkowo ten stan rzeczy wydaje się wygodny, lecz jak pisał Schopenhauer, „w okresie pełnej życiowej aktywności zwykle nie budzi się żaden rodzaj lęku, czy zrozumienia nad niezaprzeczalną utratą najcenniejszych elementów rzeczywistości, z powodu przekonania o ich znikomej wartości”. Tu podaje dobrą maksymę: „Najskuteczniejszą pociechą w każdym nieszczęściu, jest przyjrzenie się innym ludziom, jeszcze nieszczęśliwszym niż my, to zaś potrafi każdy”[15]

### Samotność jako tzw. osobność
Rozróżniamy w obrębie tzw. bycia pojedynczego dwa aspekty samotności:
- „osobność” możliwą do weryfikacji – można wywieść z samej definicji osoby ludzkiej sformułowanej przez Boecjusza: „człowiek jest indywidualną substancją o myślącej naturze”. Pojęcie substancji zakłada odrębność od reszty bytów w świecie. To, co jest ciągle w działaniu i nie poddaje się tak łatwo próbom ukształtowania, jest samotne z natury. Nie powinno się określać tej samotności w sposób pejoratywny, ponieważ stanowi ona podstawę rozwoju ludzkiej osobowości. Niejako chroni człowieka przed niepożądanym dostępem do jego sfery psychologicznej ze strony ludzi o niejasnych etycznie zamiarach, a także częściowo pozwala opanować lęk przed światem zewnętrznym, wyzwalając potrzebę ukrycia się w sobie. Ta część naturalnej „pojedynczości bytu”, weryfikowana jest określonym zachowaniem i można ją zaobserwować empirycznie i wyjaśnić przyczynowo. Często określenia z zakresu psychologii zachowania i psychiatrii są tu bardzo pomocne dla filozoficznego określenia „budowy” człowieka wybierającego samotność, jako potrzebną reakcję wobec tłumu.

- „osobność” niemożliwa do weryfikacji „samotności istotowej” – jest jedynym rodzajem stanu podmiotowego, który tym odróżnia się od osamotnienia, że ma charakter wolicjonalny i naturalny. Filozofii nie zależy na dociekaniu czym jest nieweryfikowalna strona samotności, lecz z pewnością ona istnieje i jej doświadczenie możliwe jest do odczucia – jedynie w obrębie jednostki – w sposób enigmatyczny i zarazem dotykający istoty rzeczywistości. Od wieków w epistemologii (teorii poznania), szuka się związku między wyobrażeniem rzeczywistości a samą rzeczywistością. Jest to poszukiwanie nieskuteczne, ponieważ filozof rozumie, że dany mu świat objawi mu się w całej „jasnej” konstrukcji dopiero po wejściu w całkowite odosobnienie, czyli wymiar samotności nieweryfikowalnej. Nie można nauczyć się jej przeżywać, zawsze jest zaskoczeniem i zagadką.

Filozofia powoduje niebezpieczeństwo ujawniania tego rodzaju fenomenu egzystencjalnego, jaki przekracza możliwość pojmowania, rozsadza ludzką umysłowość, daje szansę emocjom. Jeśli nie wykorzystają one okazji do ogarnięcia tego (jak mógłby powiedzieć Heidegger) „prześwitu” i czeka na nie destrukcja. Ten emotywny katastrofizm nie powinien przerażać. W poznaniu filozoficznym samotność to coś naturalnego. Filozofia uczy, że w „pojedynczym byciu” słowa „nie jestem, czym jestem” nabierają innego sensu, ponieważ człowiek jest w stanie nauczyć się życia w dwóch światach – rzeczywistym i samotnym, który otwiera na rzeczywistość tego pierwszego

## Literatura
- Renata Stefańska-Klar. Z psychologii samotności. „Psychologia i Rzeczywistość”. 2, 2002.brak numeru strony
- Rzepiak M., Samotność jako skutek bezdomności, w: Duracz-Walczak A. (red) (2001/2002) W kręgu problematyki bezdomności polskiej, Warszawa, Gdańsk, wyd. zb.
- Belyaev, Igor A. and Lyashchenko, Maksim N. (2020) “Socio-cultural determinacy of human loneliness”, Journal of Siberian Federal University. Humanities and Social Sciences, vol. 13, no. 8, pp. 1264–1274, DOI: 10.17516/1997-1370-0640.